# Bateria Riħama
Bateria Riħama (malt. Batterija ta' Riħama,  ang. Riħama Battery) – bateria zbudowana w latach 1714–1716 na południe od miejscowości Marsaskala na wyspie Malta. Jest także znana jako Ducluseaux Battery (malt. Batterija ta' Ducluseaux), Tal-Franċiż Battery (malt. Batterija tal-Franċiż) lub Tan-Naz Battery (malt. Batterija tan-Naz). Usytuowana jest na południowym brzegu St Thomas Bay na kilkumetrowym klifie. 
Została zbudowana za panowania wielkiego mistrza Ramon Perellos y Roccaful. Jest jedną z wielu fortyfikacji, które zostały zbudowane na wybrzeżach Malty za panowania Ramona Perellos y Roccafula w realizowanym przez niego planie umocnienia wybrzeży wyspy siecią fortyfikacji nabrzeżnych. Służyła obronie zatoki St Thomas Bay razem z Bateria Maħsel, która była położona po przeciwnej stronie zatoki. Łańcuch baterii broniących zatoki został uzupełniony wybudowaniem u podnóża wieży św. Tomasza.

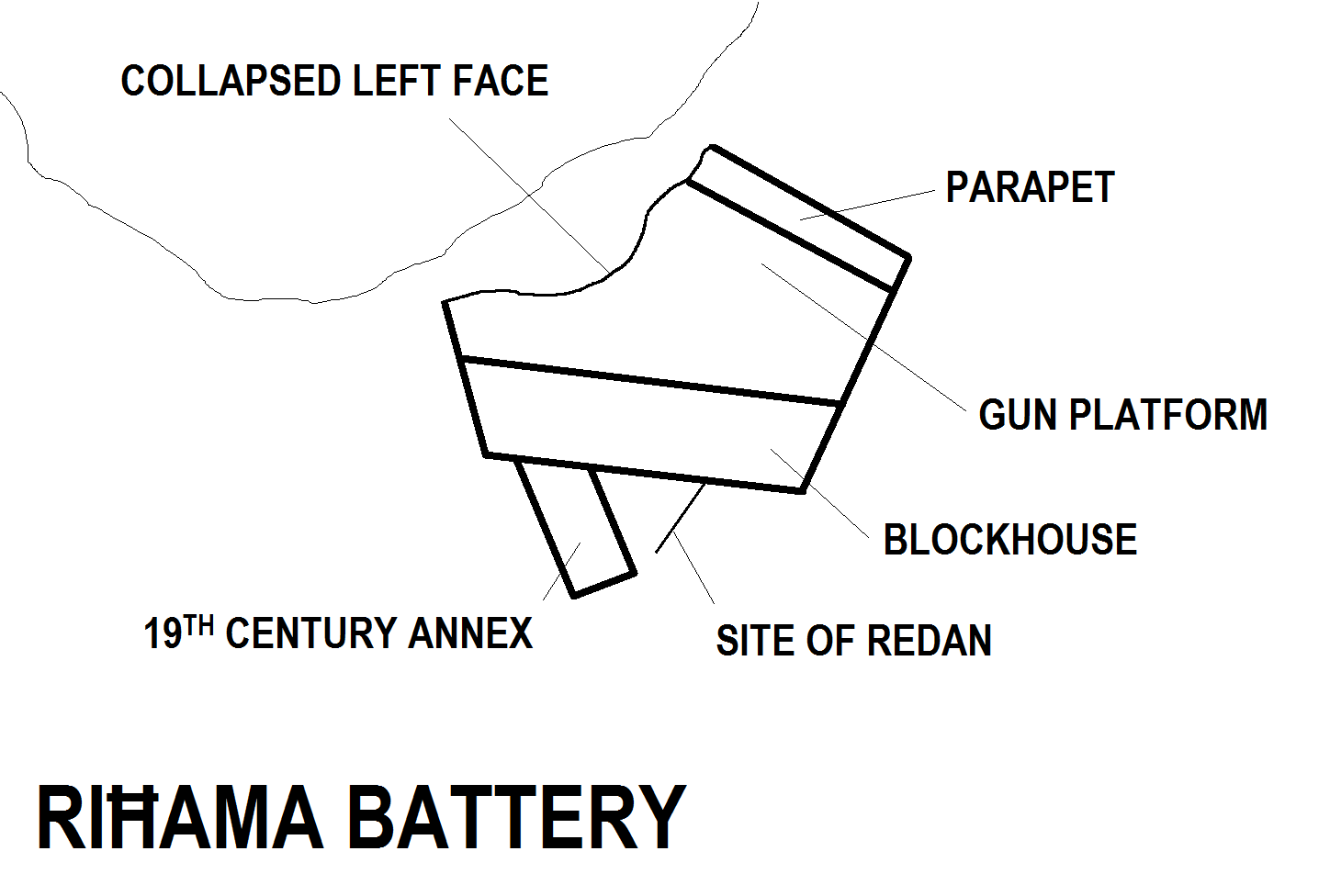
Mapa baterii

Budowa umocnień rozpoczęła się w 1714 roku, a główne prace zakończono w grudniu 1716 roku. Bateria została zbudowana na planie półokręgu. Bateria Rihama ma kształt wielokąta, którego dziedziniec jest miejscem umiejscowienia dział. Tylna część baterii zamknięta była prostokątnym budynkiem, który należał do największych tego typu budowali na Malcie. Budynek składał się z trzech pomieszczeń. Centralny, który był największym służył jako miejsce zakwaterowania załogi baterii. W dwóch bocznych składowano broń oraz zapasy żywnościowe. Dach budynku opierał się na 17 łukach. Bateria była uzbrojona w siedem dział, z których trzy ośmiofuntowe były zamontowane z prawej strony baterii, a cztery czterofuntowe z lewej. 
Pierwszy i jedyny raz w historii bateria została użyta w dniu 10 czerwca 1798 roku, w momencie inwazji wojsk Napoleona na Maltę. Po odzyskaniu Malty przez wojska brytyjskie znaczenie większości niewielkich fortyfikacji nadbrzeżnych systematycznie malało. Bateria została opuszczona prawdopodobnie w latach dwudziestych XIX wieku, a wycofana z eksploatacji na początku lat trzydziestych. W następnych latach została przekazana władzom cywilnym wyspy i pełniła różne role. Była nadmorską rezydencją, fabryką mydła czy rzeźnią. Wówczas dokonano pewnych przebudów głównego budynku. Od 1979 roku ponownie jest w posiadaniu władz wyspy. Obecnie jest przekazana pozarządowej organizacji Ghaqda BAJJA SAN TUMAS.
28 czerwca 2013 roku została wpisana na listę National Inventory of the Cultural Property of the Maltese Islands pod numerem 001385.